# Коротков, Алексей Иванович
Алексей Иванович Коротков (12 августа 1904, Звягино, Ярославская губерния — 6 октября 1943, Витебский район, Витебская область) — красноармеец Рабоче-крестьянской Красной Армии, участник Великой Отечественной войны, Герой Советского Союза (1944).

## Биография
Алексей Коротков родился 12 августа 1904 года в деревне Звягино (ныне — Первомайский район Ярославской области). После окончания семи классов школы работал в колхозе. В 1941 году был призван на службу в Рабоче-крестьянскую Красную Армию, с октября того же года — на фронтах Великой Отечественной войны. К октябрю 1943 года красноармеец Алексей Коротков был пулемётчиком 1126-го стрелкового полка 334-й стрелковой дивизии 4-й ударной армии Калининского фронта. Отличился во время освобождения Витебской области Белорусской ССР.
6 октября 1943 года во время боёв за деревню Новая Алексеевка Витебского района Коротков скрытно подобрался к вражескому пулемёту и гранатой уничтожил его, благодаря чему его взвод смог подняться в атаку. Заметив, что два вражеских солдата подобрались к командиру взвода лейтенанту Староверову, он закрыл его собой, ценой своей жизни спася его от гибели. Похоронен в братской могиле в деревне Беляево Велижского района Смоленской области.
Указом Президиума Верховного Совета СССР от 4 июня 1944 года за «образцовое выполнение боевых заданий командования на фронте борьбы с немецкими захватчиками и проявленные при этом мужество и героизм» красноармеец Алексей Коротков посмертно был удостоен высокого звания Героя Советского Союза. Также посмертно был награждён орденом Ленина.
Памятник Короткову установлен в селе Николо-Ухтома Первомайского района.